# سانغوني سار
باب سانغوني سار (بالفرنسية: Pape Sangoné Sarr)‏ (مواليد 7 يوليو 1992) هو لاعب كرة قدم سنغالي ، يجيد اللعب في مركز خط الوسط ، ويلعب أيضًا كلاعب خط وسط مدافع وقلب دفاع ، ويلعب حاليًا لنادي زيورخ السويسري.

وأحرز لفريقه هدف الفوز في نهائي بطولة كأس سويسرا 2015–16 في الدقيقة 41.

## بطولات وإنجازات اللاعب

### زيورخ
- كأس سويسرا لكرة القدم: 2015–2016

## روابط خارجية
- سانغوني سار على موقع قاعدة بيانات كرة القدم.إي يو (الإنجليزية)
- سانغوني سار على موقع Soccerway.com (الإنجليزية)
- سانغوني سار على موقع AS.com (الإسبانية)

- Sangoné Sarr